# Alfred Burger Award in Medicinal Chemistry
Der Alfred Burger Award in Medicinal Chemistry ist ein seit 1980 alle zwei Jahre verliehener Preis für medizinische Chemie der American Chemical Society.
Er ist mit 5000 Dollar dotiert und nach Alfred Burger benannt. Der Preis wurde 1978 von GlaxoSmithKline gestiftet und wird seit 2016 von Gilead Sciences gesponsert. Der Preis wird unabhängig von Nationalität und Ausbildungs-Hintergrund verliehen.
Er ist zu unterscheiden von dem seit 1966 in geradzahligen Jahren vergebenen Division of Medicinal Chemistry Award der Abteilung Medizinische Chemie der ACS.

## Preisträger
- 1980 T. Y. Shen
- 1982 David W. Cushman, Miguel Ondetti
- 1984 George H. Hitchings
- 1986 John A. Montgomery
- 1988 Roland K. Robins
- 1990 Arnold Brossi
- 1992 Everette L. May
- 1994 Ralph Hirschmann
- 1996 Josef Fried
- 1998 Monroe E. Wall
- 2000 Philip S. Portoghese
- 2002 Arthur A. Patchett
- 2004 William J. Greenlee
- 2006 Joel R. Huff
- 2008 Magid Abou-Gharbia
- 2010 Edward C. Taylor
- 2012 F. Ivy Carroll
- 2014 John E. Macor
- 2016 Richard DiMarchi
- 2018 Dennis C. Liotta
- 2020 Gunda I. Georg
- 2022 Nicholas A. Meanwell
- 2024 Yvonne Connolly Martin[2]
- 2026 Philip S. Low[3]